# Josefskapelle (Schwäbisch Gmünd)

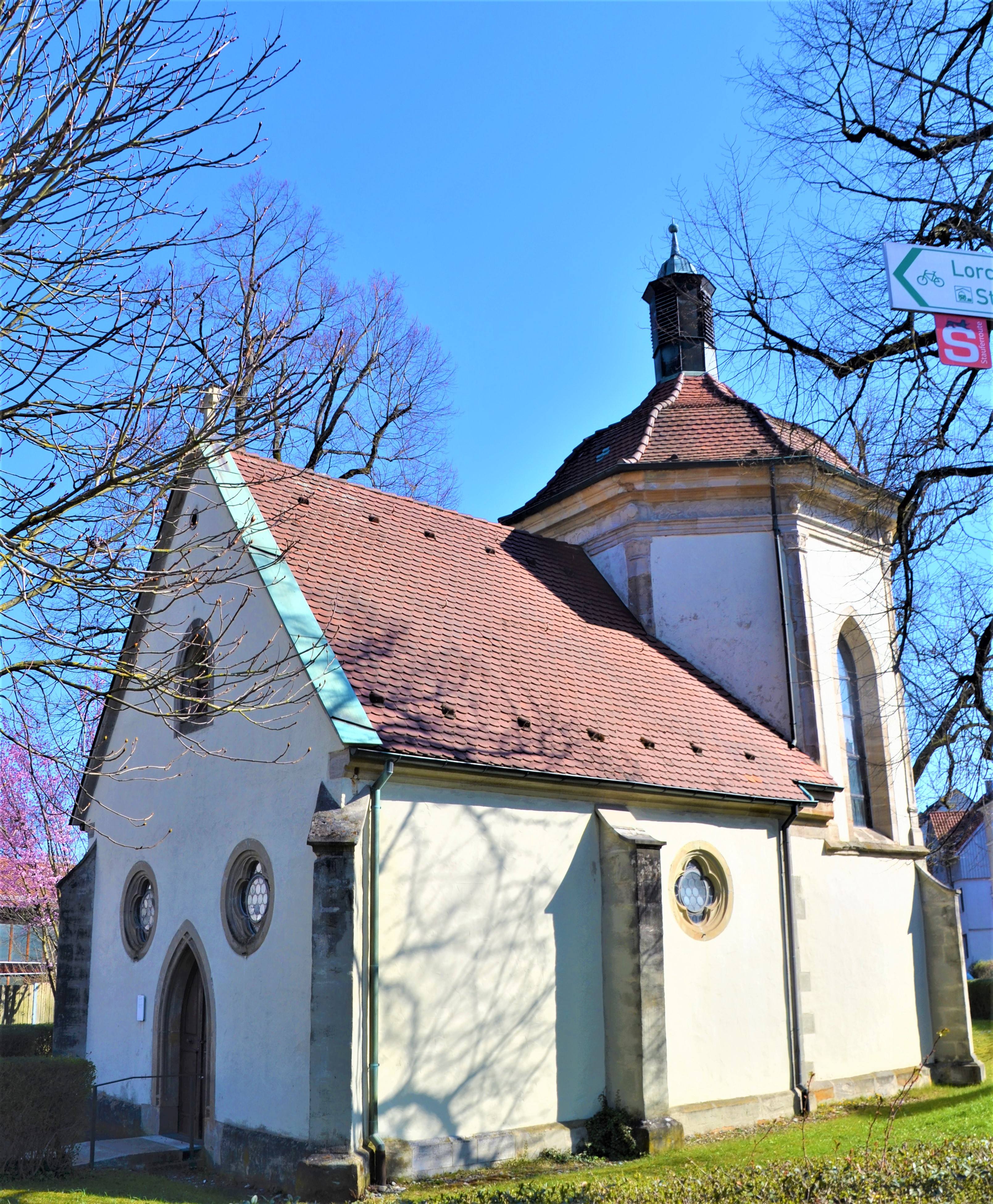
St. Josefskapelle von Westen

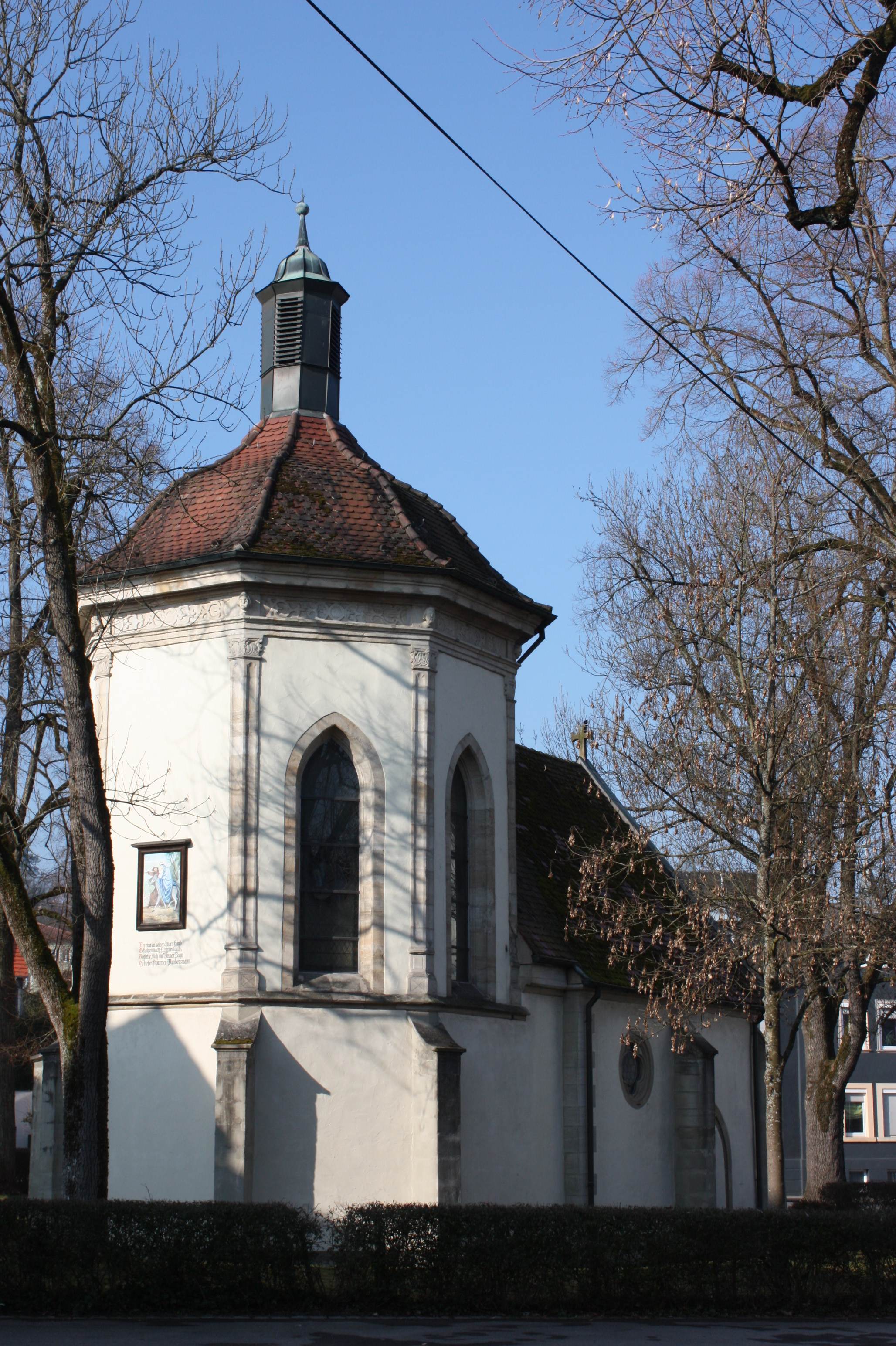
St. Josefskapelle von Osten

Die St. Josefskapelle (auch St. Josef oder Josefskapelle, selten Josephskapelle oder Josephskirche) ist eine gotische Kapelle in Schwäbisch Gmünd südwestlich der Altstadt. Sie liegt am Waldstetter Bach, der ab dieser Stelle bis zur Mündung in die Rems Josefsbach genannt wird, in einer kleinen Grünanlage. Zunächst als St.-Maria-und-Josef-Kapelle geplant, wurde sie dem heiligen Josef von Nazareth geweiht.

## Geschichte
Im Jahr 1668 verfügte die 1674 verstorbene Witwe Anna Maria Klopfer testamentarisch die Errichtung einer Kapelle mit Mesnerhaus außerhalb der Stadt, die dem Aussehen der örtlichen Herrgottsruhkapelle gleichen solle. Der Rohbau der etwas größer als ihr Vorbild geratenen Kapelle wurde 1677 fertiggestellt, als Baumeister wird Johann Sebastian Vogt, der Enkel des Baumeisters Kaspar Vogt angenommen, der 1622 die Herrgottsruhkapelle erbaute. Bereits 1675 hatten sich die Augustiner des Gmünder Augustinerklosters zur Abhaltung der wöchentlichen Messe verpflichtet. Die Predella des Hauptaltares stammt von 1678, die Kapelle wurde 1698 durch den Augsburger Weihbischof Johannes Eustache Egolf von Westernach geweiht.
In den Jahren 1706, 1726/27, 1773 und 1787 erfolgten Reparaturen am Turm, wobei 1773 die Kuppel ersetzt wurde. Der geplante Abbruch im Zuge der Säkularisation 1824 scheiterte am Protest der Bevölkerung. Aufgrund des maroden Zustandes schlossen sich 1865 Bürger zur Instandhaltung zusammen, die 1866 unter der Leitung des Bildhauers Lorenz Benz erfolgte. 1898 wurde ein Fonds zur Restaurierung gegründet, 1900 erfolgte die Gründung des bis heute aktiven St. Josephsvereins. Anfang des 20. Jahrhunderts erwog man die Erweiterung, unter anderem mit Plänen von Hans Herkommer. Instandsetzungen erfolgten 1949, 1967 bis 1970 sowie 1990.
Derzeit gehört die Kapelle zur örtlichen Münstergemeinde. Wöchentlich findet eine Messe in der Kapelle statt.

## Ausstattung
Der Hochaltar von 1678 zeigt Josef, Maria und das Christuskind. Das Chorgestühl von 1754 schuf Franz Feldner, die Brüstungen stammen aus dem 17. Jahrhundert. Neben dem Hochaltar befinden sich zwei Reliefs in Stein: Marientod aus dem Jahr 1518 und Josefstod von 1709, die der profanierten Predigerkirche entstammen sollen. Im Kirchenschatz befinden sich eine Monstranz von 1730, ein Messkelch von 1763/65, Reliquiare – darunter ein barockes Josefsreliquiar vom Untergewand des Josef in Form einer Monstranz – sowie Objekte aus dem 19. und 20. Jahrhundert. Den Tabernakel schuf 1905 der Bildhauer Friedrich Birtsch.

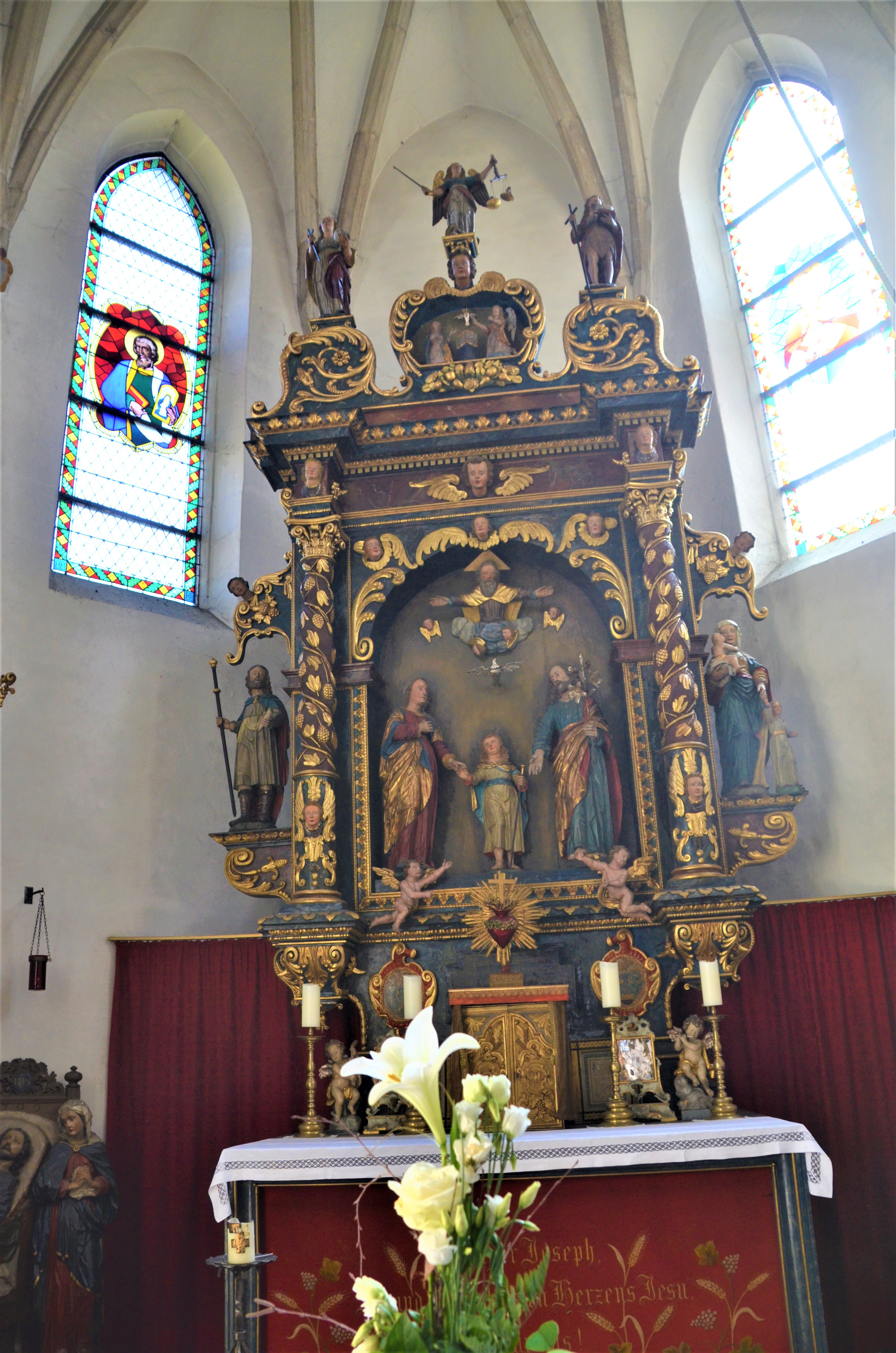
Hochaltar
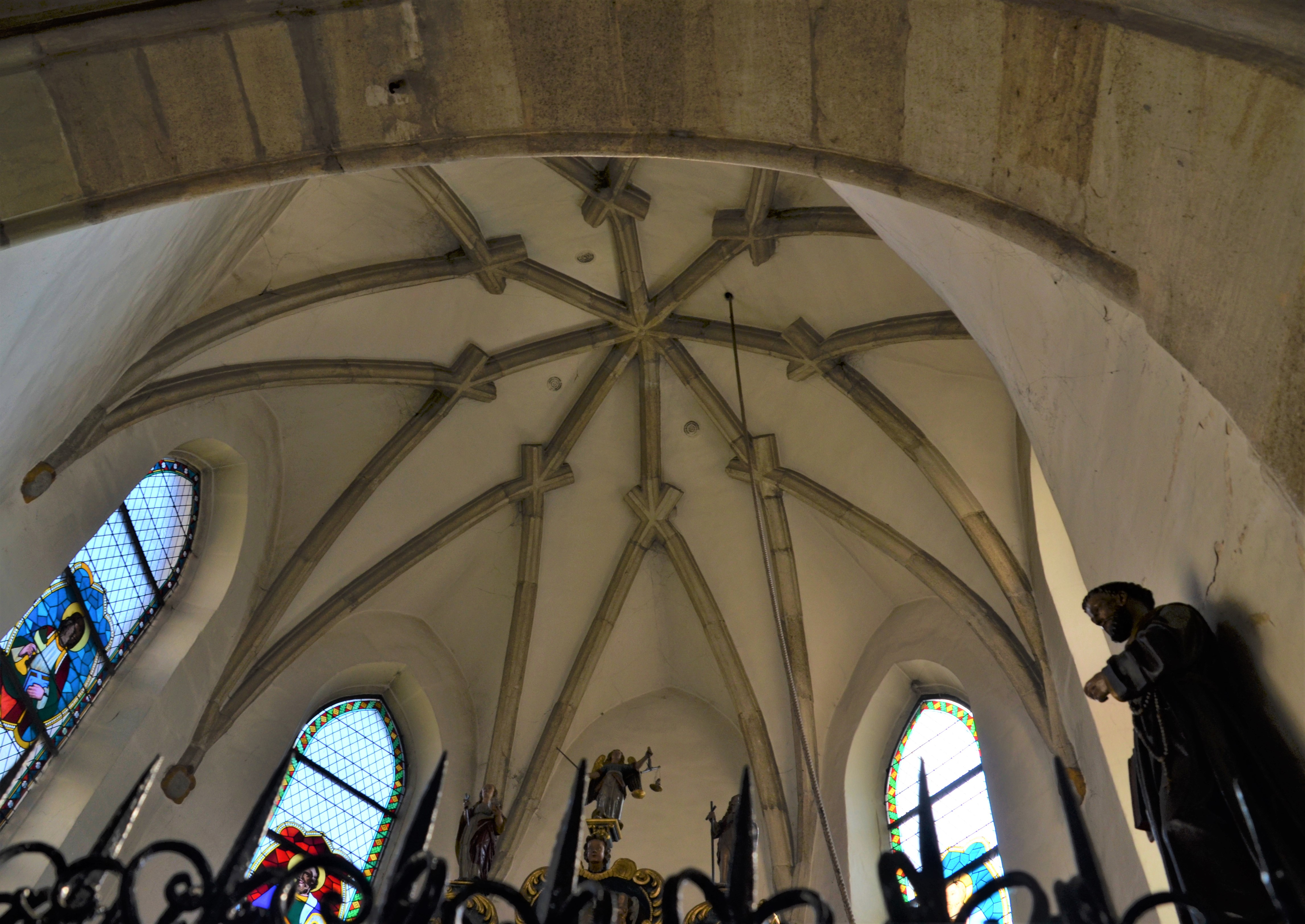
Gewölbe im Altarraum
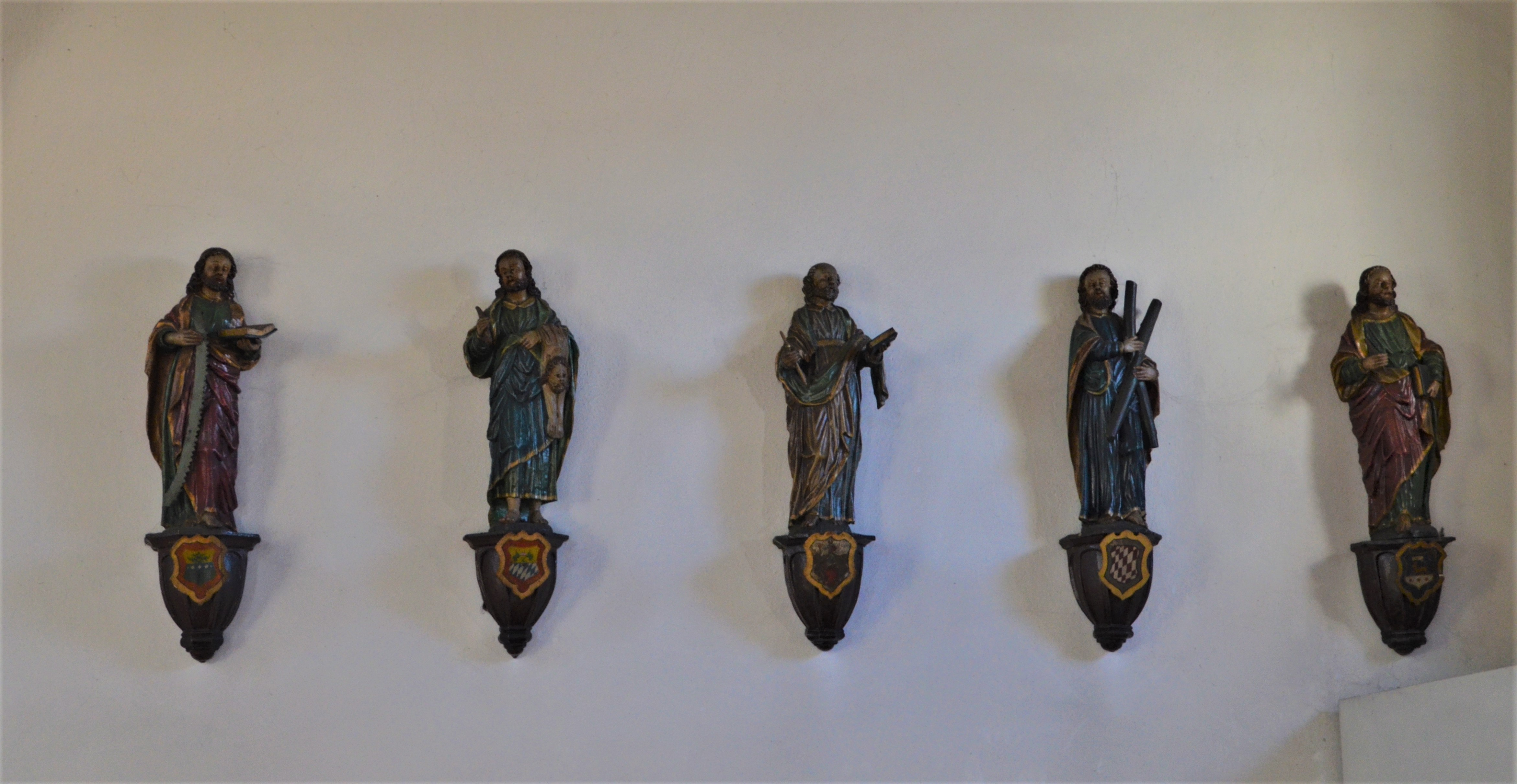
Figurengruppe an der Nordseite
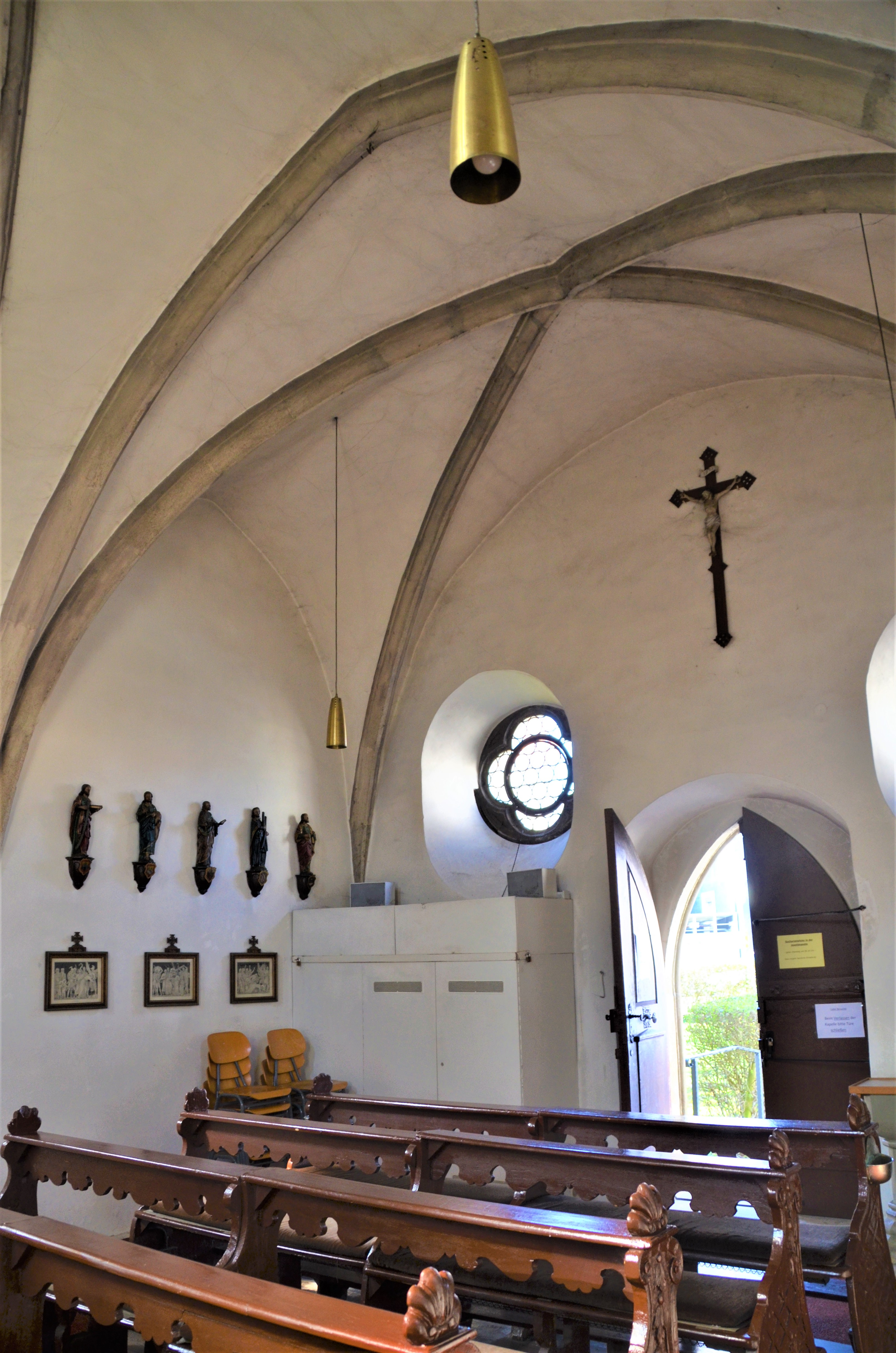
Blick ins Langhaus